# ピーテル・ポッテル
ピーテル・シモンスゾーン・ポッテル（Pieter Symonszoon Potter、1597年4月18日 - 1652年10月4日）は、オランダの画家、版画家、ステンドグラス作家、工芸家である。

## 略歴
オランダ西部、エンクホイゼンでガラス工芸家の息子に生まれた。
父親から技術を学び、ステンドグラス制作者としてエンクホイゼンで働くようになった。ウィレム・バルツィウス(Willem Bartsius: 1612-1657)というエンクホイゼンの画家の姉と結婚し、1925年に画家になった息子のパウルス・ポッテル(1625-1654)が生まれた。1628年から1631年の間はライデンで、職人組合に入会し、1629年には組合長を務めた。静物画家のヤン・ダーフィッツゾーン・デ・ヘームと親しくなり、その息子のコルネリス・デ・ヘーム(c.1631-1695)の洗礼式の立会人を務めている。1631年にアムステルダムに移り、その後も家族とデルフトなどいろいろな町で働き、息子のパウルス・ポッテルは1647年にデン・ハーグの聖ルカ組合の会員になっている。
風俗画を描いたアムステルダムの画家アントニー・パラメデスゾーン(1602-1673)やレンブラント・ファン・レイン(1606-1669)と同時代の画家で、同じような雰囲気の風俗画を描いたことで知られている。
1652年にアムステルダムで亡くなった。息子のパウルス・ポッテル以外に弟子がいたかどうかは知られていない。

## 作品

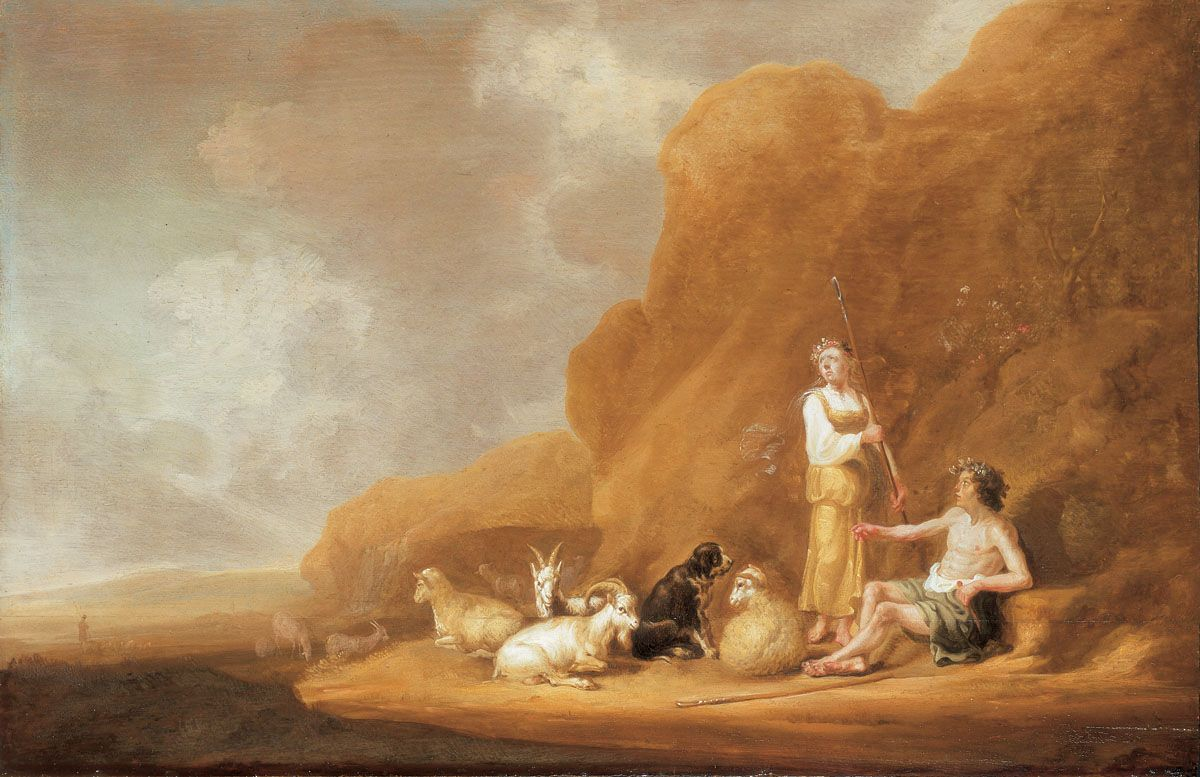
羊飼い (c.1650) ブダペスト美術館
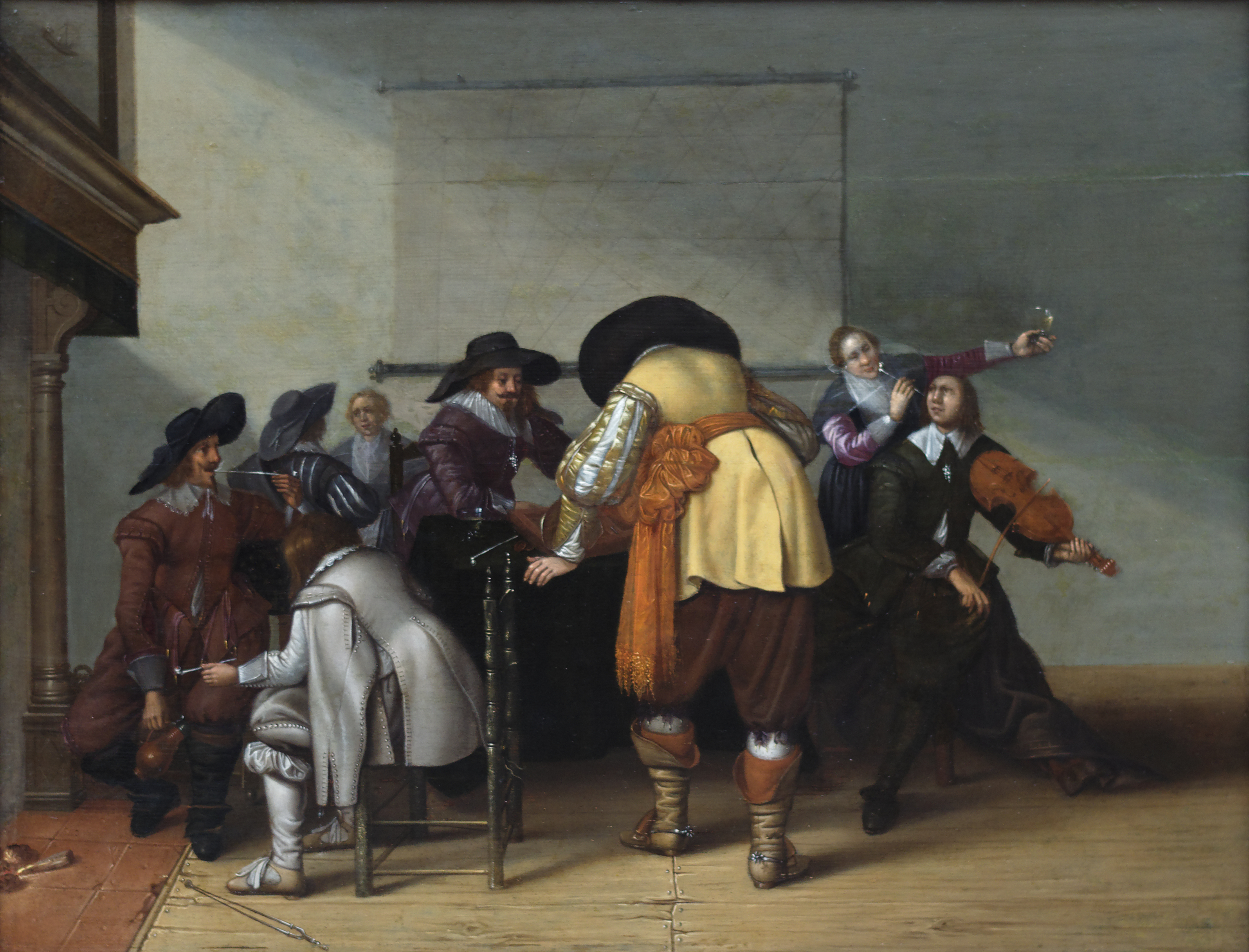
愉快な仲間たち (c.1650) ブダペスト美術館
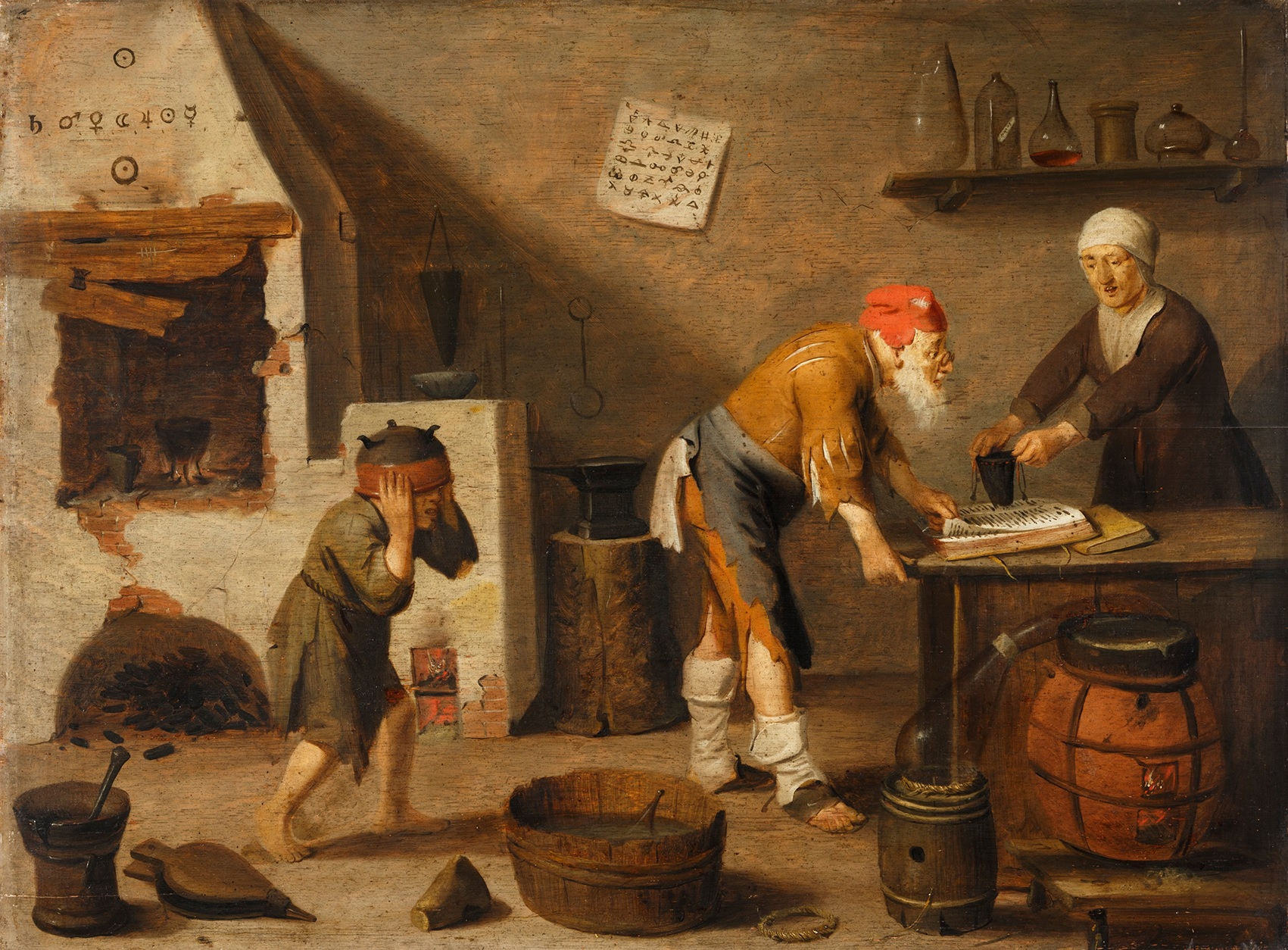
錬金術師の部屋 ヴァヴェル城
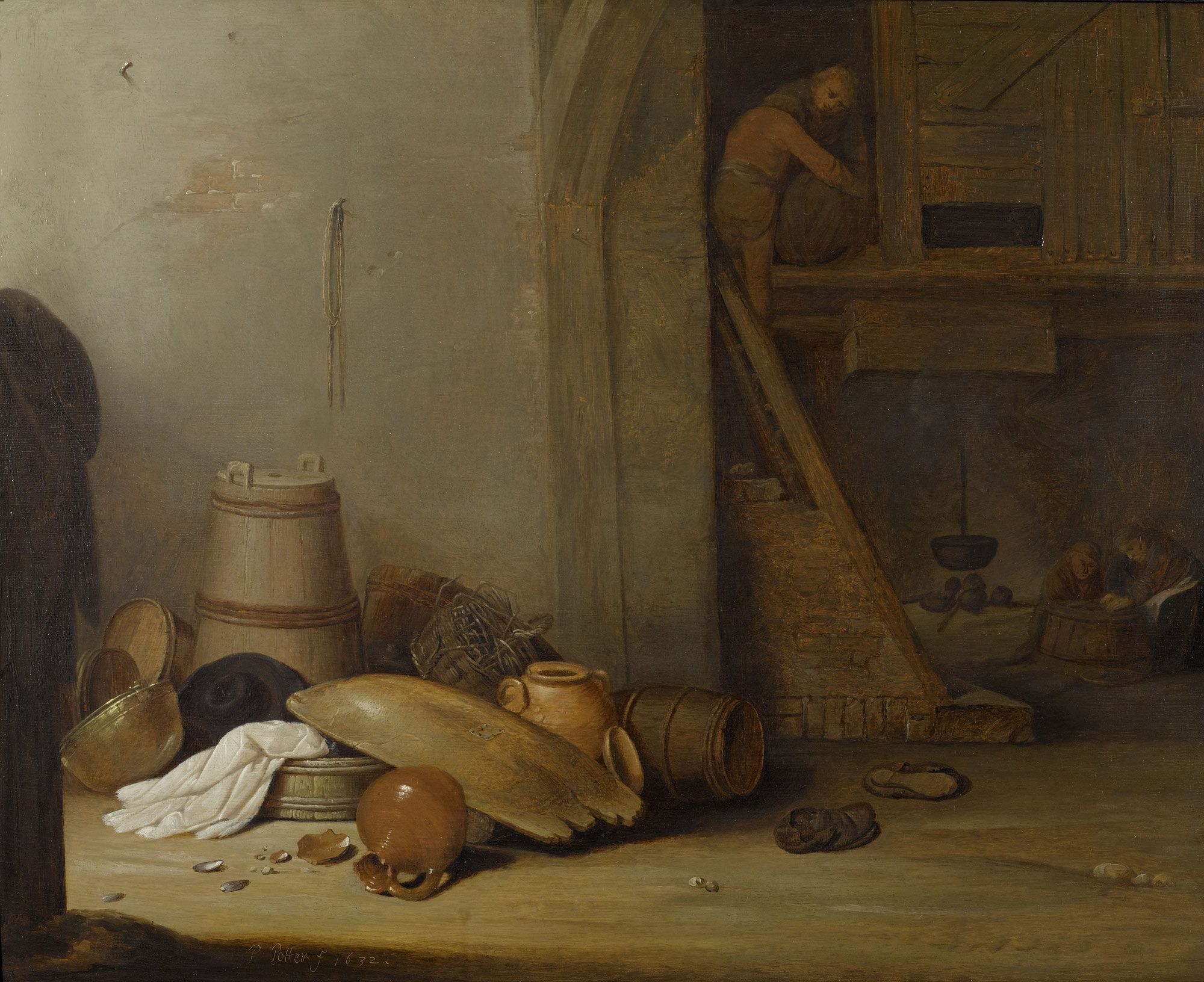
納屋